# بخش تیرهوت
بخش تیرهوت (به انگلیسی: Tirhut division) یک منطقهٔ مسکونی در هند است که در بیهار واقع شده‌است. بخش تیرهوت ۲۱٬۳۵۶٬۰۴۵ نفر جمعیت دارد.